# 智久女王
智久女王（ちくじょうおう/にょおう、1417年3月5日〈応永24年2月17日〉 - ?）は室町時代の皇族。女王。伏見宮家第2代当主で崇光天皇の皇孫、伏見宮治仁王の第3王女。幼名ははい。
1433年（永享5年）、近江国（滋賀県）坂本の智恩寺に入室し、同年元応寺で落飾した。1434年（永享6年）、動乱の坂本をさけて京都の大慈院に逃げた。